# Eilema umbrigera
Eilema umbrigera är en fjärilsart som beskrevs av Paul Mabille 1900. Eilema umbrigera ingår i släktet Eilema och familjen björnspinnare. Inga underarter finns listade i Catalogue of Life.